# Stara Wieś (przystanek kolejowy)
Stara Wieś – przystanek kolejowy w Starej Wsi, w województwie mazowieckim, w Polsce.

## Ruch pasażerski[1]
| Rok  | Wymiana pasażerska na dobę |
| ---- | -------------------------- |
| 2017 | 200-299                    |
| 2018 | 200-299                    |
| 2019 | 200-299                    |
| 2020 | 150-199                    |
| 2021 | 300-499                    |
| 2022 | 500-699                    |
| 2023 | 500-699                    |

## Linie

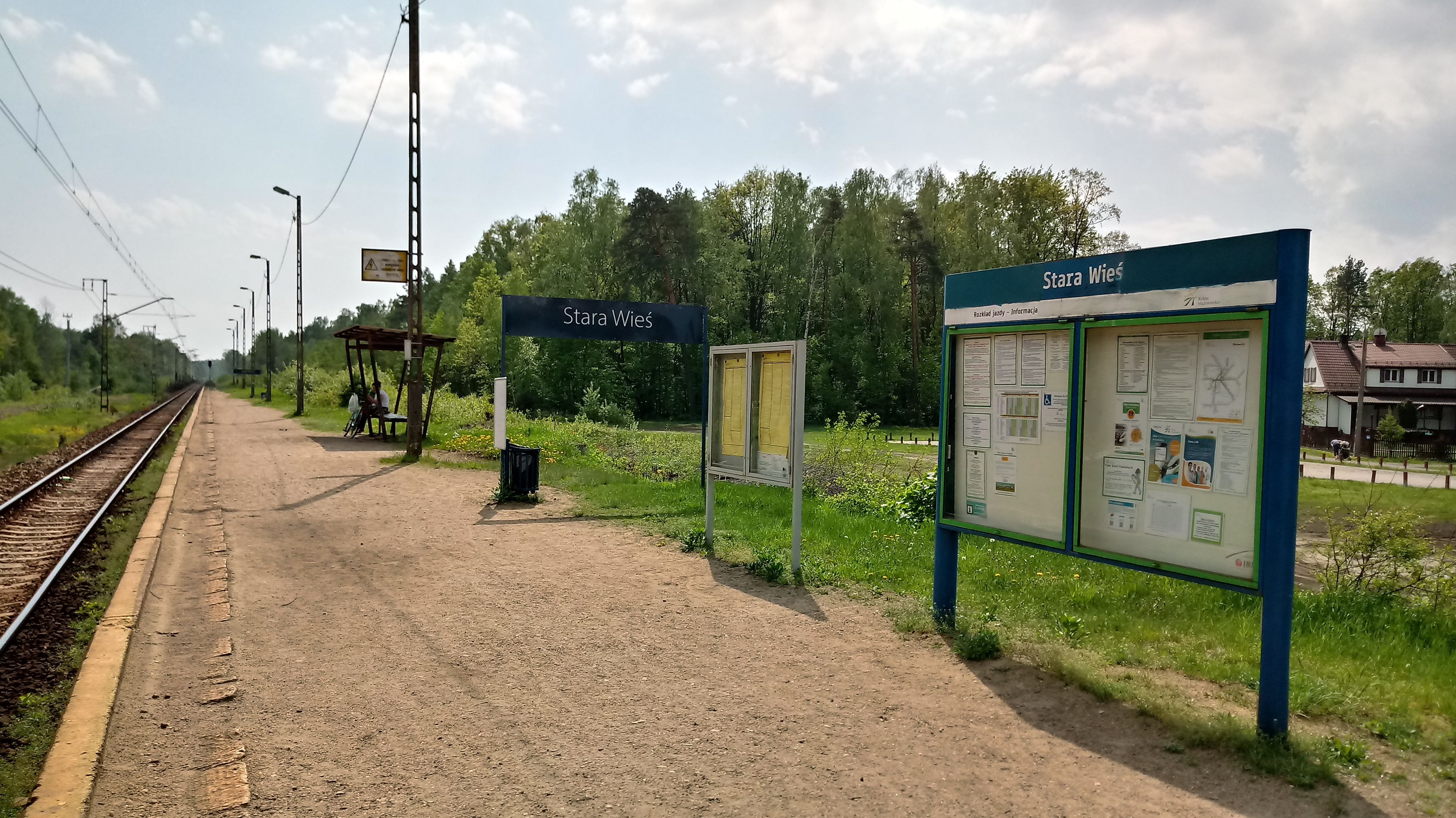
Jedyny peron w roku 2018

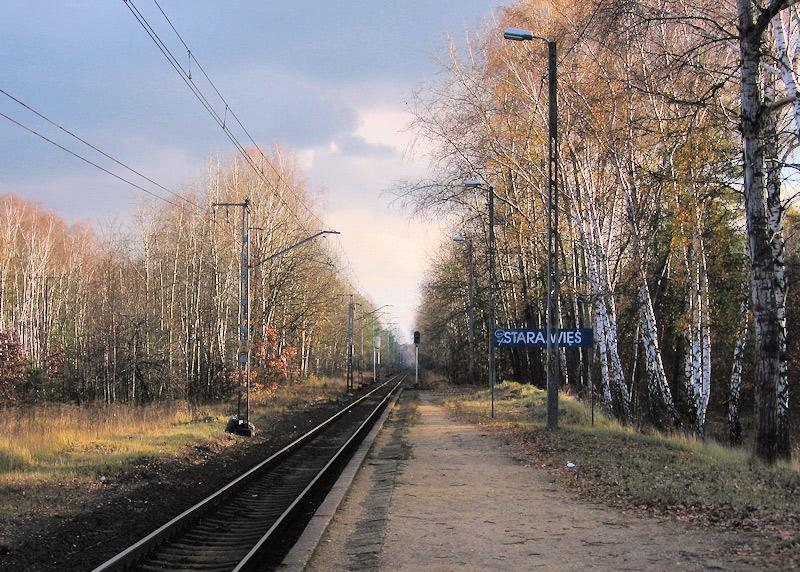
Widok z peronu w stronę Celestynowa przed 2012 rokiem

| Przewoźnik | Linia | Trasa |
| ---------- | ----- | --- |
| KM         | R7    | Warszawa Zachodnia — … — Warszawa Śródmieście — … — Warszawa Wschodnia — … — Warszawa Międzylesie — … — Warszawa Falenica — … — Otwock — … — Pogorzel Warszawska — Stara Wieś — Celestynów — … — Pilawa — … — Dęblin |

## Modernizacja 2019–2020
W maju 2019 r. przystanek tymczasowo wyłączono z użytku w związku z modernizacją linii kolejowej na odcinku Otwock — Pilawa. W czasie prac budowlanych pasażerowie korzystali z zastępczej komunikacji autobusowej i przystanku autobusowego znajdującego się ok. 400 metrów na zachód od przystanku kolejowego.
| Przewoźnik | Linia | Trasa                                                                                        |
| ---------- | ----- | -------------------------------------------------------------------------------------------- |
| KM         | Z7    | Otwock — Śródborów — Pogorzel Warszawska — Stara Wieś — Celestynów — … — Pilawa — … — Dęblin |

30 sierpnia 2020 roku, gdy powrócił ruch pociągów, oddano do użytku jeden z dwóch nowo zbudowanych peronów (na północny zachód od przejazdu kolejowo-drogowego); otwarcie peronu południowo-wschodniego zaplanowano na połowę grudnia tego samego roku.